# Carl Christian Vogel von Vogelstein
Carl Christian Vogel von Vogelstein (26. juni 1788 i Wildenfels, Sachsen — 4. marts 1868 i München) var en tysk maler, søn af Christian Leberecht Vogel.
Vogel von Vogelstein uddannedes af faderen og
Dresdens Akademi, studerede videre i
St. Petersborg 1808—12 og i Rom, hvor han sluttede sig
til den tyske kunstnerkreds og gik over til
katolicismen, blev 1820 akademiprofessor, 1824
hofmaler i Dresden, adledes 1831, udførte
større dekorative arbejder til slottet i Pillnitz,
fresker til kapellet sammesteds, adskillige
alterbilleder (i Leipzig, Naumburg, 1850 to
kolossalbilleder til Dresdens Hofkirche o. s. fr.); 1853
flyttede han til München. Allerede under det
første Rom-ophold 1813 havde V. hentet
billedstof fra Dantes digtning; denne emnekreds
vendte han senere ofte tilbage til; han malede
også scener fra Goethes »Faust«. Det er dog
næppe så meget disse og andre arbejder (Pius
VII og Frederik August den Retfærdige i
Dresdens Galleri, selvportræt [Uffizi], L. Tieck
[Berlins Nationalgal.], dronning Augusta [Prags
Rudolfinum], maleren Miville [1811, Basels Mus.]
etc.), der interesserer nutiden, som hans store
samling af portrætter i kridt, c. 700, af hans
samtidige under hans Dresden-ophold;
samlingen (nu i Dresdens Kobberstikkabinet) har vel
mindre kunstnerisk, men så meget større
ikonografisk værd. Thorvaldsen i
S. Luca-Akademiets dragt i Thorvaldsens Museum.